# Hans Handl
Hans Handl (* 26. August 1891 in Lidhersch/Liderovice in Mähren; † 26. Januar 1975 in Wien) war ein österreichischer Politiker der Sozialistischen Partei Österreichs (SPÖ).

## Leben
Nach dem Besuch der Volks- und Bürgerschule besuchte er eine Lehrerbildungsanstalt und machte 1910 die Matura. Später wurde er Lehrer, danach Bezirksschulinspektor und 1946 Dozent am Pädagogischen Institut der Stadt Wien. Er war Vizepräsident des Landesschulrates für Niederösterreich
Vom 10. November 1954 bis 4. Oktober 1960 war er Mitglied des Bundesrates (VII., VIII. und IX. Gesetzgebungsperiode), SPÖ.